# Fußballclub Berlin 1993-1994
La pagina raccoglie i dati riguardanti il F.C. Berlin nelle competizioni ufficiali della stagione 1993-1994.

## Stagione
Al termine della stagione 1993-94 il F.C. Berlin confermò il risultato ottenuto l'anno precedente (quarto posto in Oberliga Nordost) nonostante avesse subito, a campionato già avviato, un avvicendamento in seno alla panchina (Jürgen Bogs fu esonerato e al suo posto fu chiamato Helmut Koch). Grazie a questo piazzamento la squadra poté qualificarsi per la Regionalliga Nordost, nuovo format del terzo livello calcistico professionistico tedesco.

## Organigramma societario
Area tecnica:
- Allenatore:  Jürgen Bogs, da ottobre  Helmut Koch

## Rosa
| N. |                     | Ruolo | Calciatore      |
| -- | ------------------- | ----- | --------------- |
|    | Germania (bandiera) | P     | Markus Oster    |
|    | Germania (bandiera) | P     | Dittrich        |
|    | Germania (bandiera) | D     | Heiko Biestrich |
|    | Germania (bandiera) | D     | Jens-Uwe Zöphel |
|    | Germania (bandiera) | D     | Riccardo Starp  |
|    | Germania (bandiera) | D     | Jörn Lenz       |
|    | Germania (bandiera) | D     | Jens Reckmann   |
|    | Germania (bandiera) | C     | Stefan Oesker   |
|    | Germania (bandiera) | C     | Franke          |
|    | Germania (bandiera) | C     | Ronny Nikol     |

| N. |                     | Ruolo | Calciatore         |
| -- | ------------------- | ----- | ------------------ |
|    | Germania (bandiera) | C     | Kocakaya           |
|    | Germania (bandiera) | C     | Maik Jesse         |
|    | Germania (bandiera) | C     | Henschel           |
|    | Germania (bandiera) | C     | Thomas Dahlke      |
|    | Germania (bandiera) | C     | Sebastian Müller   |
|    | Germania (bandiera) | C     | Rayk Schröder      |
|    | Germania (bandiera) | A     | Richert            |
|    | Germania (bandiera) | A     | Abdelhamid         |
|    | Germania (bandiera) | A     | Wittek             |
|    | Russia (bandiera)   | A     | Michail Pronischew |

## Statistiche

### Statistiche di squadra
| Competizione | Punti | In casa | In casa | In casa | In casa | In casa | In casa | In trasferta | In trasferta | In trasferta | In trasferta | In trasferta | In trasferta | Totale | Totale | Totale | Totale | Totale | Totale | DR  |
| Competizione | Punti | G       | V       | N       | P       | Gf      | Gs      | G            | V            | N            | P            | Gf           | Gs           | G      | V      | N      | P      | Gf     | Gs     | DR  |
| ------------ | ----- | ------- | ------- | ------- | ------- | ------- | ------- | ------------ | ------------ | ------------ | ------------ | ------------ | ------------ | ------ | ------ | ------ | ------ | ------ | ------ | --- |
| Campionato   | 39    | 14      | 10      | 2       | 2       | 30      | 11      | 14           | 8            | 1            | 5            | 23           | 14           | 28     | 18     | 3      | 7      | 53     | 25     | +28 |